# 群馬県立高崎高等学校
群馬県立高崎高等学校（ぐんまけんりつ たかさきこうとうがっこう、英: Gunma Prefecture Takasaki High School）は、群馬県高崎市八千代町に所在する公立高等学校。
通称は「高高（たかたか）」。

## 概要
理数系のスペシャリストを育成するスーパーサイエンスハイスクール（SSH）に文部科学省から指定されている。また、高崎高校独自の取り組みとして文系には2005年度（平成17年度）より「HSクラス（ヒューマンサイエンスクラス）」が導入されている。なお、2012年度（平成23年度）卒業生を最後にSSHの指定期限が切れたため、SSHに代わる「SSクラス（スペシャルサイエンスクラス）」が設置された。2016年度（平成28年度）にSSHに再指定されたものの、SSクラスの名称は引き続き用いられている。1年時ではSSクラス・HSクラスの選抜は行わない。現在（2018年度）は2年時、3年時ともSS1クラス・HS1クラスが編成される。なお、HSクラスについては2018年度からの定員減少により2017年度で募集が取りやめられ、現3年HSクラスが卒業する2019年度終了をもって廃止された。

## 沿革
- 1897年 - 群馬県尋常中学校（現：群馬県立前橋高等学校）群馬分校として、高崎市大字赤坂長松寺の仮校舎にて創立。
- 1900年 - 群馬県高崎中学校として独立。
- 1901年 - 群馬県立高崎中学校と改称。
- 1938年 - 現在の高崎市八千代町の地に校舎新築移転。
- 1948年 - 学制改革により群馬県立高崎高等学校と改称。
- 1981年 - 第53回選抜高等学校野球大会出場（甲子園）。
- 1993年 - 1コマ65分授業の導入。
- 1997年 - 創立100周年記念式典を挙行。
- 1998年 - 高崎高校百年史刊行。
- 2002年 - 文部科学省より3年間のスーパーサイエンスハイスクールの指定を受ける。
- 2005年 - 文部科学省より新たに5年間のスーパーサイエンスハイスクールの指定を受ける。ヒューマンサイエンス開始。
- 2012年 - 第84回選抜高等学校野球大会出場。応援団賞優秀賞を受賞[1]。
- 2016年 - 文部科学省より新たに5年間のスーパーサイエンスハイスクールの指定を受ける[2]。

## 主な行事

### 翠巒祭（文化祭）
毎年「翠巒祭（すいらんさい）」を６月第１土曜日曜・日曜日の２日間開催。翠巒祭は毎年テーマが決められており、それに沿った展示・企画が準備される。
運営は生徒会が主体となり、実行委員、各クラス、各部活の生徒全員がそれぞれ制作に励む。

#### 歴史
前身は1947年（昭和22年）に行われた創立50周年の祭典である。その翌年に自治会文化部が主催となる第1回文化祭が行われた。主にブラスバンドの演奏や合唱、また群馬県立高崎女子高校や高崎市立女子高校とのコーラスが行われた。「翠巒祭」という名称が使用されたのは13年後の1960年（昭和35年）、群馬県立高崎高等学校と名称が変更された年である。

#### 展示
主な展示は以下の通り。
- 入場口のアーチ
- 校舎内の装飾
- 正面玄関前のエントランスグラフィック
- 巨大壁画
- フォトモザイク
- クラス展示
- 各部活動の展示

#### イベント
主なイベントは以下の通り。
- ミスコン（ミス高高）※ただし、男子校であるため、女装で行われる
- 歌唱大会（マジ歌）
- ボディビル大会（筋肉王国）
- 演奏大会（翠巒ステーション）
- eスポーツ大会
- 部活動発表（應援部、和太鼓部、吹奏楽部、マンドリン部、合唱部）
- 招待試合

### 定期戦
9月下旬に群馬県立前橋高等学校とスポーツで戦う「定期戦」が開催されている。

## 部活動
| - 野球部 - ラグビー部 - サッカー部 - バスケットボール部 - バレーボール部 - 卓球部 - 陸上競技部 - 水泳部 - 柔道部 - 剣道部 - 山岳部 - 應援部 - スキー・スケート部 - テニス部 - ソフトテニス部 - バドミントン部 - 弓道部 - 空手道部 - 軟式野球部 | - 数学部 - 物理部 - 化学部 - 生物部 - 地学部 - 写真部 - 英語部 - 郷土部 - 文藝部 - 弁論部 - 美術部 - 吹奏楽部 - マンドリン部 - 競技かるた部 - 放送メディア研究部（2008年度までの映画研究部） - 新聞部 - JRC - 落語研究部（部員なし） - 囲碁部 - 将棋部 - 鉄道研究部 - 和太鼓部 - 演劇部 - 合唱（同好会） - 料理研究（同好会） |

### 部活動成績
運動部では、ラグビー（過去の実績としては国体2度優勝・花園3位）をはじめ、硬式野球（春のセンバツ(1981年・2012年)）、サッカー（過去の実績としては選手権大会出場、インターハイベスト8）、ソフトテニス（過去の実績としては全日本高校選抜大会3位）などで、全国大会に出場した実績をもつ。硬式野球部がセンバツに出場を決めた1980年の秋季関東大会のエピソードは、山際淳司のノンフィクション小説『スローカーブを、もう一球』で採り上げられた。
文化部では、吹奏楽部（全国アンサンブルコンテスト金賞受賞）、放送メディア研究部（4年連続NHK杯全国大会出場、2年連続全国総文出場）、囲碁部（7年連続全国大会団体・個人出場、全国大会団体2年連続入賞(4位、8位)、個人第5位）、和太鼓部（2年連続全国大会出場）、鉄道研究部（全国高校鉄道模型コンテスト第5位）、マンドリン部（全国大会第4位:泉佐野市長賞受賞）などが実績を残している。

## 著名な出身者

### 政治
首相・閣僚経験者
- 福田赳夫 - 第67代内閣総理大臣
- 中曽根康弘 - 第71・72・73代内閣総理大臣
- 下村博文 - 元衆議院議員 、元文部科学大臣、元内閣官房副長官
- 大河原太一郎 - 元参議院議員、元農林水産大臣、元農林水産事務次官
- 丸茂重貞 - 元参議院議員、元環境庁長官、元日本医師会常任理事
- 山本富雄 - 元参議院議員 、元農林水産大臣、山本一太の父

国会・帝国議会
- 篠原義政 - 元衆議院議員
- 滝沢浜吉 - 元衆議院議員
- 中島政希 - 元衆議院議員
- 武藤運十郎 - 元衆議院議員、弁護士
- 蠟山政道 - 元衆議院議員
- 上野公成 - 元参議院議員、元内閣官房副長官、元建設官僚
- 須藤良太郎 - 元参議院議員
- 高橋邦雄 - 元参議院議員、元群馬県副知事、元群馬県庁職員
- 竹腰徳蔵 - 元参議院議員

都道府県知事
- 竹腰俊蔵 - 公選第4代群馬県知事

市町村長
- 住谷啓三郎 - 元高崎市長
- 富岡賢治 - 高崎市長、元文部官僚
- 岩井均 - 安中市長、元群馬県議会議員（第89代群馬県議会議長）

都道府県議会
- 橋爪洋介 - 第92代群馬県議会議長

### 経済
- 平田正 - 協和発酵工業元会長
- 吉川廣和 - DOWAホールディングス元会長
- 岸暁 - 元東京三菱銀行頭取、元全国銀行協会会長
- 七五三木敏幸 - ポルシェジャパン社長、元クライスラー日本法人社長
- 反町勝夫 - LEC代表取締役社長
- 石山照明 - 新日本電工代表取締役社長
- 只石昌幸 - レバレッジ創業者
- 田中徳次郎 - 元東京海上火災保険社長、元日本損害保険協会会長
- 猿谷哲 -  ランスタッド株式会社代表取締役社長兼COO
- 新井昌一 - 全国共済農業協同組合連合会会長

### 学術
- 蠟山政道 - 政治学者、お茶の水女子大学名誉教授・元学長
- 萩原恭平 - 言語学者、元早稲田大学教授、元ロンドン大学客員教授
- 佐藤良明 - アメリカ文学者、東京大学名誉教授
- 浜名優美 - フランス文学者、南山大学名誉教授
- 松本亨 - 英語教育者、明治学院大学元教授
- 森野善右衛門 - 神学者、東北学院大学名誉教授
- 仙波憲一 - 経済学者、青山学院大学名誉教授・元学長
- 田中金司 - 経済学者、神戸大学名誉教授
- 舛岡富士雄 - 電子工学研究者、東北大学名誉教授（東芝時代にフラッシュメモリを発明）
- 武藤泉 - 金属工学研究者、東北大学教授
- 本間三郎 - 物理学者、東京大学名誉教授
- 永井憲一 - 法学者、法政大学名誉教授
- 新井章 - 法学者、弁護士、茨城大学名誉教授
- 新井隆一 - 公法学者、早稲田大学名誉教授
- 永山國昭 - 生物物理学者、総合研究大学院大学名誉教授
- 丑木幸男 - 地方史学者、国文学研究資料館・総合研究大学院大学名誉教授
- 神宮輝夫 - 児童文学者、青山学院大学名誉教授
- 長谷川端 - 中世文学研究者、中京大学名誉教授
- 溝尾良隆 - 観光学者、立教大学名誉教授
- 駒林邦男 - 教育学者、岩手大学名誉教授
- 田村和之 - 行政法学者、広島大学名誉教授
- 田中健夫 - 歴史学者、東京大学名誉教授
- 紋谷暢男 - 法学者、成蹊大学名誉教授
- 徳田進 - 国文学者、高崎経済大学名誉教授
- 佐藤健二 - 社会学者、東京大学名誉教授
- 須藤眞志 - 歴史学者、京都産業大学名誉教授
- 安立清史 - 社会福祉学者、九州大学教授
- 高山利弘 - 国文学者、群馬大学教授
- 山田道郎 - 法学者、明治大学教授
- 土方邦夫 - 機械工学者、東京工業大学元教授
- 田端輝彦 - 教育学者、宮城教育大学元教授
- 菊池誠一 - 考古学者、昭和女子大学教授
- 神保謙 - 国際政治学者、慶應義塾大学教授
- 岸昭雄 - 土木工学者、静岡県立大学教授
- 阿部昌樹 - 法学者、大阪公立大学教授
- 山田創平 - 社会学者、京都精華大学教授
- 布施英利 - 芸術学者、東京芸術大学教授
- 原谷直樹 - 社会経済学者、群馬県立女子大学国際コミュニケーション学部准教授
- 渡辺努 - 経済学者、東京大学大学院経済学研究科・経済学部教授
- 柳川益美 - 体育学者、群馬大学教授、元レスリング選手

### 官僚
- 柳沢米吉 - 第2代海上保安庁長官、内務官僚
- 羽鳥光彦 - 第23代気象庁長官、気象業務支援センター理事長
- 高木賢 -  第33代食糧庁長官、農林官僚、弁護士
- 矢島敬雅 - 中小企業庁経営支援部長、日本鉱業協会副会長

### 軍人・自衛官
- 小川清 - 大日本帝国海軍軍人（最終階級：海軍大尉、戦死）
- 丸茂吉成 - 第35代航空幕僚長（最終階級：幕僚長たる空将）

### 文化
- 土屋文明 - 歌人、文化勲章受章者
- 武者一雄 - 小説家、児童文学作家
- 大手拓次 - 詩人
- 金鶴泳 - 小説家
- 橘外男 - 小説家 ※退学
- 山崎正 - 作詞家（春日八郎の『お富さん』、三橋美智也の『前橋音頭』など）
- 堀口星眠 - 俳人、医師
- 中島誠 - 文芸評論家
- 井出洋一郎 - 美術評論家
- 山田かまち[注 2] - 詩人、画家
- 深井隆 - 彫刻家
- 分部順治 - 彫刻家
- 半田富久 - 巨石彫刻家
- 宮下秀冽 - 作曲家・箏曲家、三十絃箏の開発者
- 山口薫 - 洋画家
- 大河原遁 - 漫画家
- 塚田佳男 - ピアニスト
- 大木紀元 - デザイナー（『ダッコちゃん』の産みの親）
- 佐藤晃一 - グラフィックデザイナー、多摩美術大学教授
- 伊上勝 - 脚本家
- 堀川とんこう - テレビドラマ演出家、プロデューサー、映画監督（『千年の恋 光源氏物語』など）
- 藤林伸治 - 映画監督、演出家 ※転校
- 六車俊治 - 映画監督、テレビドラマ演出家、脚本家
- 土屋豊 - 映画監督
- 大澤豊 - 映画監督
- 大作昌寿 - プロデューサー、構成作家
- 三澤洋史 - 指揮者、作曲家
- 吉野大作 - シンガーソングライター
- 丸岡勇夫 - プログラマ（ペイントソフトPixiaなどを開発）
- 藤野高志 - 建築家
- 柳家紫文 - 三味線漫談家、音曲師
- 市川喜一 - 映画プロデューサー
- 武内涼 - 小説家
- 指出一正 - 編集者（未来をつくるSDGsマガジン『ソトコト』の編集長）
- 川原礫 - 小説家（ソードアート・オンラインなど）

### 放送
- 中島公司 - 元中部日本放送アナウンサー
- 西澤洋和 - 元NHKアナウンサー
- 芳川隆一 - NHKアナウンサー
- 小林陽広 - NHKアナウンサー
- 清水一彦 - NHKエグゼクティブディレクター
- 古立善之 - 日本テレビ放送網チーフディレクター
- 小須田和彦 - フジテレビジョンチーフプロデューサー

### スポーツ
- 清水善造 - 元プロテニスプレーヤー（世界ランキング最高4位、全英オープンテニス（ウィンブルドン）にて決勝（今の準決勝）に進んだ唯一の日本人）
- 田島創志 - プロゴルファー
- 中町公祐 - プロサッカー選手
- 三輪八郎 - 元プロ野球選手（大阪タイガース投手、巨人戦でノーヒットノーランを達成）
- 木村久 - 元プロ野球選手（阪急ブレーブス）
- 笹原恵通郎 - 元プロ野球選手（東映フライヤーズ）
- 川端俊介 - 元アマチュア野球選手（山際淳司のノンフィクション『スローカーブを、もう一球』の主人公）
- 黒岩達介 - スキー指導者
- 角皆優人 - フリースタイルスキー・水泳選手
- 樋口裕希 - バレーボール選手
- 野本大智 - プロバスケットボール選手（滋賀レイクスターズ）
- 山口拓海 - バレーボール選手
- 池田幸司 - キックボクサー
- 矢嶋大樹 - JRA調教師

### 芸能
- 金井大 - 俳優、声優
- 乾晃樹（QuizKnock）- YouTuber
- 戸塚有輝 - 俳優（ウルトラマンアーク主人公役）

### その他
- 井上房一郎 - 実業家（ブルーノ・タウトの招聘や群馬交響楽団の創設などの文化活動、田中角栄の庇護者としても知られる）
- 羽鳥明 - 福音派牧師、大衆伝道者、ラジオ牧師
- 加納国雄 - 一般社団法人国際観光文化推進機構名誉理事
- 田原邦男 - 実業家、馬主（第13回秋華賞馬・ブラックエンブレム馬主）
- 近藤宏二 - 医師
- 五十嵐健祐 - 医師
- 桜井明弘 - 医師
- 羽鳥千尋 - 森鷗外の小説「羽鳥千尋」のモデル

## 著名な教職員
- 石坂富司 - 元社会科教諭
- 菱刈隆永 - 元社会科教諭
- 笠原宗太 - 体育科教諭、サッカー部顧問

## 交通
- 高崎駅から西へ約2.5km